# Lindenpark
Der Lindenpark ist ein Jugendkultur- und Familienzentrum in Potsdam-Babelsberg. Seit den 1960er Jahren ist er Bestandteil der Potsdamer und Berliner Kulturszene. Seit der Übernahme des Lindenpark e.V durch die Stiftung SPI (Sozialpädagogisches Institut „Walter May“) im Jahr 2009 ist die Einrichtung ein Jugendkultur- und Familienzentrum. Bekannt ist das Haus durch regelmäßig stattfindende Konzerte und Partys sowie Angebote für Kinder, Familien und Jugendgruppen.

## Geschichte

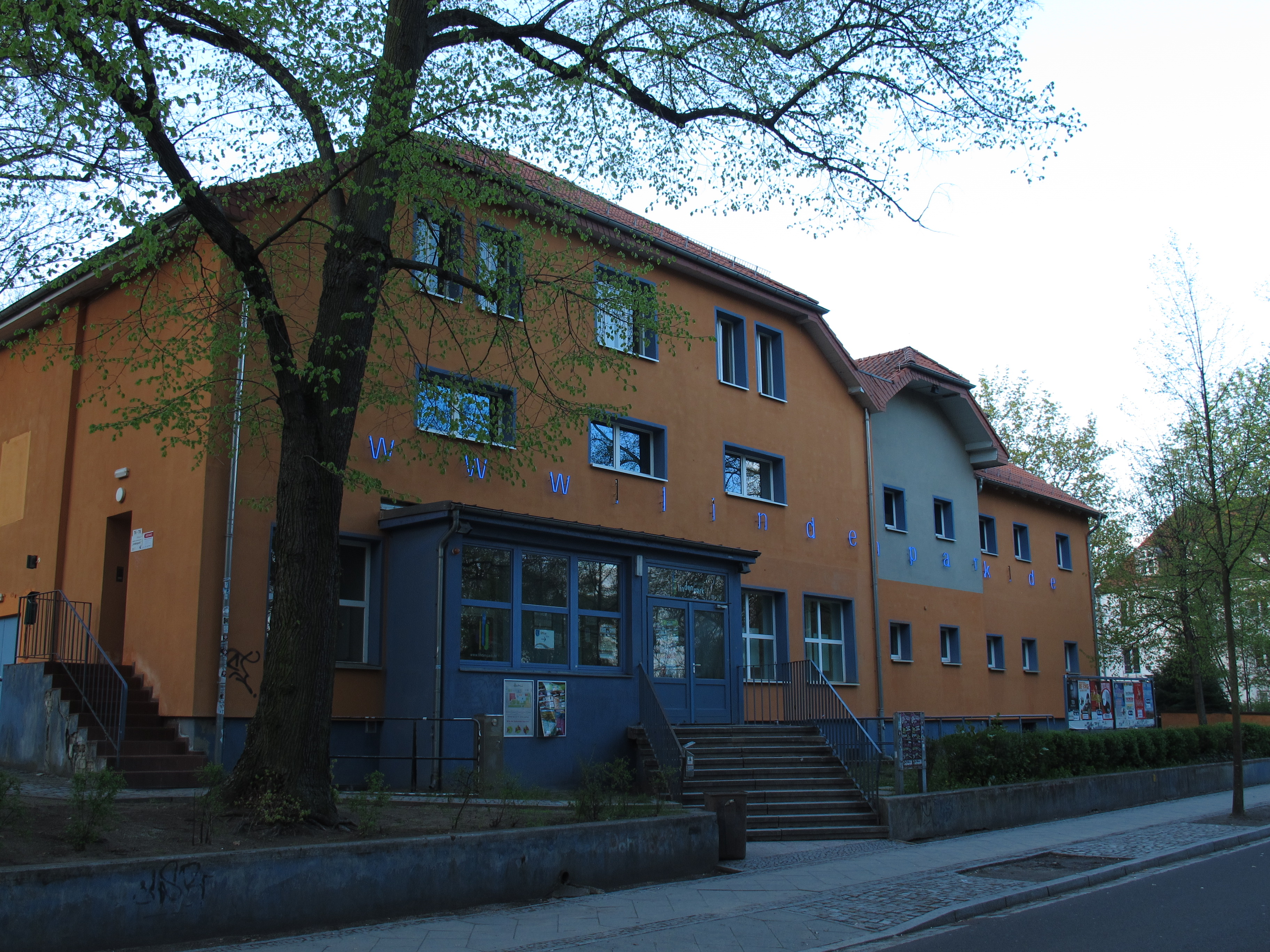
Lindenpark von der Stahnsdorfer Straße aus gesehen

### Anfänge
1897 entstand das erste Gebäude auf dem damals zu Neuendorf gehörenden Gelände des heutigen Lindenparks. 1900 erfolgte die erste Erweiterung mit einer Restauranthalle. Ab 1903 war der Lindenpark ein gleichnamiges Ausflugslokal, das 1911 den Saalanbau erhielt, in dem bis heute Veranstaltungen stattfinden. Der Lindenpark war als Restaurant mit Kegelbahn, Festsälen, Konzertsaal, Likör-Diele und Mokka-Stube bis nach Berlin hinein bekannt. In den 1920er und 1930er Jahren wurde das Haus auch als Filmstudio, Atelier und Premierenkino für die UFA genutzt. Nach dem Zweiten Weltkrieg war das Haus kurzzeitig unter sowjetischer Kommandantur. 1956 erfolgte im Auftrag der Deutschen Akademie für Staats- und Rechtswissenschaften „Walter Ulbricht“ der Umbau zum Kulturhaus, der Lindenpark erhielt eine kinotechnische Anlage und wurde Klubhaus der Gewerkschaft Wissenschaft. In den 1960ern erhielt das Klubhaus den Zusatz „Tanz- und Unterhaltungszentrum“. Tanztees, Singwettbewerbe, Theateraufführungen sowie Kinder- und Konzertveranstaltungen waren fester Bestandteil des Lindenparks und standen im Zeichen der sozialistisch geprägten Veranstaltungskultur. 
Unter neuer Führung wurde in den 1980er-Jahren, auch durch das veränderte gesellschaftliche und politische Klima, eine neue Richtung eingeschlagen. Der Lindenpark bot nun eine Plattform für die Jazz- und Rockszene und die sich neu entwickelnde Indipendent-Szene und „Die anderen Bands“. Off Ground war 1987 bis 1988 eine wichtige Festival-Serie für die neue Szene. Zahlreiche neue Bands, auch aus dem Ausland und oft auch nicht im Besitz einer staatlichen Zulassung („Pappe“) traten auf. Törnen, New AffaireE und das art between - Projekt wurden im Lindenpark entwickelt. So wurde die Einrichtung nicht nur in der lokalen Kulturszene bekannt, aus der ganzen Republik kamen Besucher zu Veranstaltungen. Im Wesentlichen wurden diese Veranstaltungen durch die Leiter des Hauses, Angelika Keilholz und Andreas Klisch, ermöglicht und organisiert. 
Darüber hinaus fanden im Lindenpark Sportveranstaltungen statt, darunter von Ende der 1970er bis Anfang der 1980er Jahre für die Fernsehsendung „Mach mit, mach’s nach, mach’s besser“.

### Die Wende
Die neu gewonnenen Freiheiten machten es ab dem Spätherbst 1989 möglich, dass auch Bands aus West-Berlin im Lindenpark auftreten konnten. Besondere Bekanntheit erlangte das Konzert der Skaformation Blechreiz. Seit 1989 befand sich der charakteristische Bus inmitten des Saals, der bis 2009 Markenzeichen war. Dann musste er aufgrund eines umfangreichen Umbaus zur Einhaltung von Lärmschutz- und Brandschutzauflagen weichen.
1990 erfolgte die Gründung des Lindenpark e.V. Mit fünf Einrichtungen gehörte der Verein in den Folgejahren zu den größten soziokulturellen Zentren des Landes Brandenburg. Der e.V. umfasste den Lindenpark, das offene Jugendhaus jwd mit dem Miniatelier, die Sternwerkstatt und den Spartacus mit dem Jugendclub S13. Leitgedanke bei der Gründung war die Förderung von Kunst und Kultur, die Jugend- und Kinderhilfe sowie die Unterstützung hilfsbedürftiger Personen.
Anfang 2000 häuften sich die strukturellen und finanziellen Probleme des Lindenpark e.V., welche 2008 zur Insolvenz des Vereins führten. Im März des darauf folgenden Jahres wurde der Lindenpark von der Stiftung Sozialpädagogisches Institut „Walter May“ (SPI), einer gemeinnützigen Stiftung des Landesverbandes der Arbeiterwohlfahrt Berlin e. V., übernommen.

## Einrichtungen
Neben dem Veranstaltungsgebäude beherbergt das Areal des Lindenparks das Jugendhaus „jwd“, eine Open-Air-Bühne, den größten Skatepark in Potsdam und Umland sowie einen großen Spielplatz mit Waldcafé. Zum Lindenpark gehört zudem der offene Jugendtreff „clubmitte“ auf dem freiland Gelände.

## Veranstaltungsort
Der Veranstaltungssaal des Lindenparks fasst ca. 900 Gäste. Für Open-Air-Veranstaltungen finden auf dem Außengelände bis zu 3000 Besucher Platz. Zu den bekannten Festivals im Lindenpark gehören „Psychomania Rumble“, das „kleine Ska-Fest“, welches in der Tradition des „Potsdamer Ska-Festes“ steht und „Lindenpunk“, wobei nur noch das erste regelmäßig stattfindet. Regelmäßig treten im Lindenpark nationale und internationale Musikerinnen und Musiker auf. Darunter waren bislang beispielsweise Anne Clark, Silbermond, Gentleman, Fettes Brot, Heather Nova, Die Ärzte, Marla Glen und viele mehr. Zusätzliches Augenmerk wird auf die Organisation von Kinder- und Familienveranstaltungen gelegt,  dazu zählen Familienfeste, Familientheatervorstellungen, Familienkonzerte sowie Musikschul- und Nachwuchskonzerte.